# Ricardo Noir
Ricardo Daniel Noir (26 de Fevereiro de 1987) é um futebolista argentino, que atua na posição de atacante. Atualmente, joga pelo Palmaflor.

## Carreira
Noir surgiu nas categorias de base do Boca Juniors em 1995, atuando nela até 2008, quando foi promovido para a equipe profissional boquense. Sua estréia ocorreu em 17 de maio de 2008, quando entrou em campo após o intervalo do jogo com o Racing, em que marcou o gol da vitória.
Em 2009, o Internacional se interessou em Noir e apresentou propostas ao Boca Juniors para traze-lo, o Colorado apresentou duas propostas, na primeira, Noir viria para o Beira-Rio por empréstimo, mas com preço pré-fixado, na segunda alternativa seria a compra de 50% dos direitos econômicos do atleta, com valor fixado para a aquisição total do atacante, mas a negociação não avançou.
Em 2010, foi contratado pelo Barcelona de Guaiaquil. Com a camisa da equipe equatoriana, o atacante marcou seis gols.
Em 2011, Noir voltou ao Boca Juniors, mas não fez parte dos planos do técnico do Boca Juniors, Julio César Falcioni, algo que já havia acontecido no ano anterior.
Ainda em 2011, sem ser aproveitado no Boca Juniors, Noir foi emprestado ao Newell's Old Boys da Argentina.
Entre 2012 e 2013 foi emprestado para o Banfield da Argentina.
Em 2013 ele foi contratado pelo Racing também da Argentina.

## Títulos
Boca Juniors
- Recopa Sul-Americana: 2008
- Torneo Apertura: 2008